# Pflegerentenversicherung
Die Pflegerentenversicherung ermöglicht eine private Absicherung des Pflegerisikos. Sobald der Fall der Pflegebedürftigkeit eintritt, wird eine lebenslange Pflegerente ausgezahlt. Die Höhe der Leistung bestimmt sich durch das Ausmaß der Pflegebedürftigkeit. Die Pflegerentenversicherung basiert auf dem Prinzip der Kapitaldeckung, wie es bei Lebensversicherungen üblich ist. Die private Pflegerentenversicherung ergänzt die Pflichtversicherung.

## Voraussetzungen für die Pflegerentenversicherung
Die Pflegerentenversicherung ist nicht an einen bestimmten Ort für die Pflege gebunden. Die entsprechenden Zuwendungen werden frei zur Verfügung gestellt. Das gilt für stationäre Pflege, für Pflege im eigenen Heim oder sogar für Laienpflege. Teilweise kann sogar ein Anspruch auf Zuwendungen aus der Pflegerentenversicherung entstehen, wenn nur eine mittlere Demenz nach der Reisberg Skala oder eine ADL vorliegt.

## Die Leistungen der Pflegerentenversicherung
Die Höhe der Zuwendungen bestimmen sich nach der entsprechenden Pflegestufe. Beispielsweise 100 % bei Pflegestufe III und geringere Prozentanteile bei niedrigerer Pflegebedürftigkeit. Außerdem teilt sich die Gesamtleistung in eine Garantieleistung, welche in jedem Fall gezahlt wird und eine Überschussleistung, welche je nach erfolgreicher Kapitalanlage ausgezahlt wird, auf. Die Leistungen werden netto ausbezahlt und müssen nicht mehr versteuert werden.
Staatliche Förderungen sind bei der privaten Pflegerentenversicherung nicht vorgesehen (siehe Pflege-Bahr).

## Kritik
Im Vergleich zur Pflegetagegeldversicherung scheint die Pflegerentenversicherung oft viel teurer zu sein. Die Pflegerentenversicherung leistet zwar, aber erfordert überproportional höhere Beiträge. Zudem werden die Kosten der Pflege sehr häufig überschätzt.